# Hendrik II van Castilië

Wapen van Hendrik II van Castilië en León

Hendrik II van Castilië (Sevilla, 1334 — Santo Domingo de la Calzada, 29 mei 1379) was koning van Castilië van 1369 tot aan zijn dood.

## Afkomst
Hendrik van Castilië, in het Spaans Enrique, was een natuurlijke zoon van koning Alfons XI en diens maîtresse en concubine Leonor Núnez de Guzmán. Hij werd door zijn vader benoemd tot graaf van Trastámara. Hendrik, bijgenaamd de Weldadige Schenker, was de eerste vertegenwoordiger van het Huis Trastámara, een dynastie van koningen van Castilië, Aragon, Navarra en Napels.

## 1334-1356
Hendrik erfde in 1334 de titel van Noreña van zijn peetoom. Later kreeg Hendrik van zijn vader Alfons de titels graaf van Trastámara, heer van Lemos en Sarria en erfde hij de plaatsen Cabrera en Ribera in Galicië. Hierdoor werd hij heerser over een uitgestrekt gebied in het noordwesten van Spanje.
In 1350 trouwde Hendrik met Johanna Emmanuella van Castilië, vrouwe van Villena, Escalona en Peñafiel. Johanna was een dochter van Juan Manuel van Peñafiel en Blanca Núñez de Lara.
Terwijl Alfons nog leefde wist zijn concubine Leonor Núnez de Guzmán veel titels en privileges aan haar kinderen toe te wijzen. Daardoor was ze bij een deel van de adel zeker niet geliefd. Alfons XI stierf onverwacht in maart 1350 tijdens het beleg van Gibraltar aan de pest. Nauwelijks was hij begraven of velen keerden zich tegen Leonor en haar kinderen.
Peter de Wrede besteeg hetzelfde jaar de troon. Leonor werd gevangengezet en in 1351 ter dood gebracht. In 1352 sloot Peter vrede met zijn halfbroers Hendrik, Fadrique en Tello. Desondanks bleven dezen tegen Peter in opstand komen. In 1353 droeg Peter de broers op de grenzen met Portugal te bewaken, maar in plaats daarvan probeerden ze een bondgenootschap te sluiten met de koning van Portugal en met Juan Alonso de Alburquerque. Peter ontdekte de samenzwering en de broers moesten vluchten. In 1356 reisde Hendrik naar Frankrijk om steun te zoeken voor de strijd tegen zijn halfbroer Peter.
De vrouw van Hendrik, Johanna Emmanuella van Castilië, in het Spaans Juana Manuela, erfde veel land en bezittingen. Mede dankzij haar rijkdom was Hendrik in staat om de strijd tegen zijn halfbroer Peter vol te houden.

## 1366-1379
In 1366 viel Hendrik met een leger van Franse huurlingen, veteranen van de Honderdjarige Oorlog, Castilië binnen en stootte zijn broer van de troon . 
 Hendriks overwinning was echter van korte duur, omdat de Engelsen, onder leiding van de Zwarte Prins, de onttroonde koning te hulp kwamen. Dankzij de superieure Engelse boogschutters moest Hendrik het onderspit delven in de Slag bij Nájera (3 april 1367).
Hij ondernam nog een tweede poging en kreeg daarbij steun van de Franse troepen onder leiding van de beroemde veldheer Bertrand du Guesclin. Op die manier wist hij zijn broer 14 maart 1369 te verslaan in de Slag bij Montiel. Op 23 maart 1369 vermoordde Hendrik zijn halfbroer eigenhandig. Met de dood van Peter verwierf hij definitief de kroon.
Om er zeker van te zijn dat zijn zoon Johan de troon zou erven probeerde Hendrik twee mogelijke aspiranten aan de kant te zetten. Dit waren Ferdinand I van Portugal en Jan van Gent.

## Betekenis van Hendrik II
Hendrik II had de machtsstrijd met zijn halfbroer uiteindelijk gewonnen door grote concessies aan de adel en de steden. Vooral zijn rijkelijke giften aan de adel, die hem overigens zijn bijnaam bezorgden, hebben de koninklijke macht in Castilië danig ondermijnd. Niettemin wist hij de rechtsorde in zijn koninkrijk te versterken onder meer door de Ordonanties van Torro (1371).

## Nageslacht
Met Johanna Emmanuella van Castilië:
- Johan I van Castilië (1358-1390).
- Eleonora van Castilië (1362-1416), later getrouwd met Karel III van Navarra
- Johanna van Castilië (1367-1374)

Hendrik II kreeg nog veertien andere kinderen met verschillende vrouwen uit adellijke kringen.
Met Beatriz Ponce de León:
- Fadrique van Castilië ( -1414)
- Beatriz van Castilië

## Voorouders
| Voorouders van Hendrik II van Castilië | Voorouders van Hendrik II van Castilië                                     | Voorouders van Hendrik II van Castilië                                     | Voorouders van Hendrik II van Castilië                                     | Voorouders van Hendrik II van Castilië                                     | Voorouders van Hendrik II van Castilië                                  | Voorouders van Hendrik II van Castilië                                  | Voorouders van Hendrik II van Castilië                                  | Voorouders van Hendrik II van Castilië                                  |
| -------------------------------------- | -------------------------------------------------------------------------- | -------------------------------------------------------------------------- | -------------------------------------------------------------------------- | -------------------------------------------------------------------------- | ----------------------------------------------------------------------- | ----------------------------------------------------------------------- | ----------------------------------------------------------------------- | ----------------------------------------------------------------------- |
| Overgrootouders                        | Sancho IV van Castilië (1258-1295) ∞ Maria van Molina (1265-1321)          | Sancho IV van Castilië (1258-1295) ∞ Maria van Molina (1265-1321)          | Dionysius van Portugal (1261-1325) ∞ Elisabeth van Aragón (1271-1336)      | Dionysius van Portugal (1261-1325) ∞ Elisabeth van Aragón (1271-1336)      | Alvar Perez de Guzman (-) ∞ Maria González Girón (-)                    | Alvar Perez de Guzman (-) ∞ Maria González Girón (-)                    | Fernan Perez Ponce de León (–1291) ∞ Urraca Gutiérrez de Meneses (–)    | Fernan Perez Ponce de León (–1291) ∞ Urraca Gutiérrez de Meneses (–)    |
| Grootouders                            | Ferdinand IV van Castilië (1285-1312) ∞ Constance van Portugal (1290–1313) | Ferdinand IV van Castilië (1285-1312) ∞ Constance van Portugal (1290–1313) | Ferdinand IV van Castilië (1285-1312) ∞ Constance van Portugal (1290–1313) | Ferdinand IV van Castilië (1285-1312) ∞ Constance van Portugal (1290–1313) | Pedro Núñez de Guzmán (-) ∞ Beatriz Ponce de León (-)                   | Pedro Núñez de Guzmán (-) ∞ Beatriz Ponce de León (-)                   | Pedro Núñez de Guzmán (-) ∞ Beatriz Ponce de León (-)                   | Pedro Núñez de Guzmán (-) ∞ Beatriz Ponce de León (-)                   |
| Ouders                                 | Alfons XI van Castilië (1311-1350) ∞ Leonor Núñez de Guzmán (1310–1351)    | Alfons XI van Castilië (1311-1350) ∞ Leonor Núñez de Guzmán (1310–1351)    | Alfons XI van Castilië (1311-1350) ∞ Leonor Núñez de Guzmán (1310–1351)    | Alfons XI van Castilië (1311-1350) ∞ Leonor Núñez de Guzmán (1310–1351)    | Alfons XI van Castilië (1311-1350) ∞ Leonor Núñez de Guzmán (1310–1351) | Alfons XI van Castilië (1311-1350) ∞ Leonor Núñez de Guzmán (1310–1351) | Alfons XI van Castilië (1311-1350) ∞ Leonor Núñez de Guzmán (1310–1351) | Alfons XI van Castilië (1311-1350) ∞ Leonor Núñez de Guzmán (1310–1351) |
| Hendrik II van Castilië (1333-1379)    |                                                                            |                                                                            |                                                                            |                                                                            |                                                                         |                                                                         |                                                                         |                                                                         |